# Osiedle Jasna (Tarnów)
Osiedle nr 12 Jasna – część Tarnowa, jednostka pomocnicza gminy znajdująca się w północno-wschodniej części miasta. Mające charakter mieszkaniowy osiedle zamieszkuje ponad 13 tys. ludzi. W granicach osiedla znajduje się kościół św. Józefa i Matki Bożej Fatimskiej oraz cmentarz żydowski.

## Granice osiedla
Wykaz ulic należących do osiedla Jasna
- Aleja Matki Bożej Fatimskiej od nr 31 do 109 (nieparzyste)
- Bitwy o Wał Pomorski
- Bitwy Pod Cedynią
- Bitwy pod Monte Cassino
- Bitwy pod Studziankami
- Długa
- Do Prochowni
- Drozdów
- Graniczna od nr 31 do 65a (nieparzyste) i od nr 20 do 84 (parzyste)
- Jasna od nr 35 do 103C (nieparzyste)
- Księżycowa
- Langnera
- Leśna
- ks. Jana Marszałka
- Odległa
- Promienna
- Rondo Jerzego Giedroycia
- Słoneczna od nr 2 do 86 (parzyste)
- Słowików
- Starodąbrowska od nr 21 do 49 (nieparzyste) i od nr 18 do 48 (parzyste)
- Szpitalna od nr 23 do 61 (nieparzyste) i od nr 38 do 88 (parzyste)
- Widok od nr 33 do 141 (nieparzyste) i od nr 26 do 128 (parzyste)
- Wojska Polskiego
- Zaułek
- Zdrowa

## Komunikacja miejska na osiedlu
Osiedle obsługują następujące linie MPK Tarnów:
- Linia 0 Mościce - Jana Pawła II
- Linia 2 Kochanowskiego Chyszowska - Jasna Gemini Park
- Linia 3 Biała - os. Jasna II
- Linia 11 Fritar - Os. Nauczycielskie
- Linia 12 Ablewicza - Os. Kolejowe(Mościce)
- Linia 14 os. Zbylitowska Góra - os. Jasna II
- Linia 24 Pszenna - Ablewicza
- Linia 30 Park Wodny - os. Jasna II
- Linia 31 Szpital Św. Łukasza - Góra Św. Marcina
- Linia 33 os. Koszyckie - Szpital Świętego Łukasza
- Linia 41 Kochanowskiego-Chyszowska - os. Jasna II (Szczytowa)
- Linia 44 Szpital Św. Łukasza - Fritar (Szczytowa)
- Linia 46 Mościce - Jasna II (Szczytowa)
- Linia 48 Mościce - Jasna II (Szczytowa)

## Oświata
Na osiedlu funkcjonują następujące ośrodki edukacyjne:
- Żłobek nr 5, ul. Do Prochowni 20[3]
- Szkoła Podstawowa nr 8, ul. Bitwy pod Studziankami 5[4]

## Opieka zdrowotna

### Przychodnie
- Miejska Przychodnia Lekarska Nr 5 Spółka z o.o., ul. Długa 18[5]
- Centermed Sp. z o.o. Specjalistyczne centrum medyczne[6]

### Apteki
- Apteka Euromedycyna, ul. Długa 19[7]
- Apteka rodzinna, ul. Leśna 15A[8]
- Ziko Apteka, ul. Leśna 18[9]

## Obiekty sportowe
Na osiedlu znajdują się następujące obiekty sportowe:
- Tarnowski Ośrodek Sportu i Rekreacji, ul. Wojska Polskiego 16[10]
- A.C.T. Sport Centrum Tenisowe Bowling, ul. Wojska Polskiego 12[11]

## Religia
Kościoły prowadzące działalność na osiedlu:
- Kościół rzymskokatolicki (parafia św. Józefa i Matki Bożej Fatimskiej)[12]

## Cmentarze

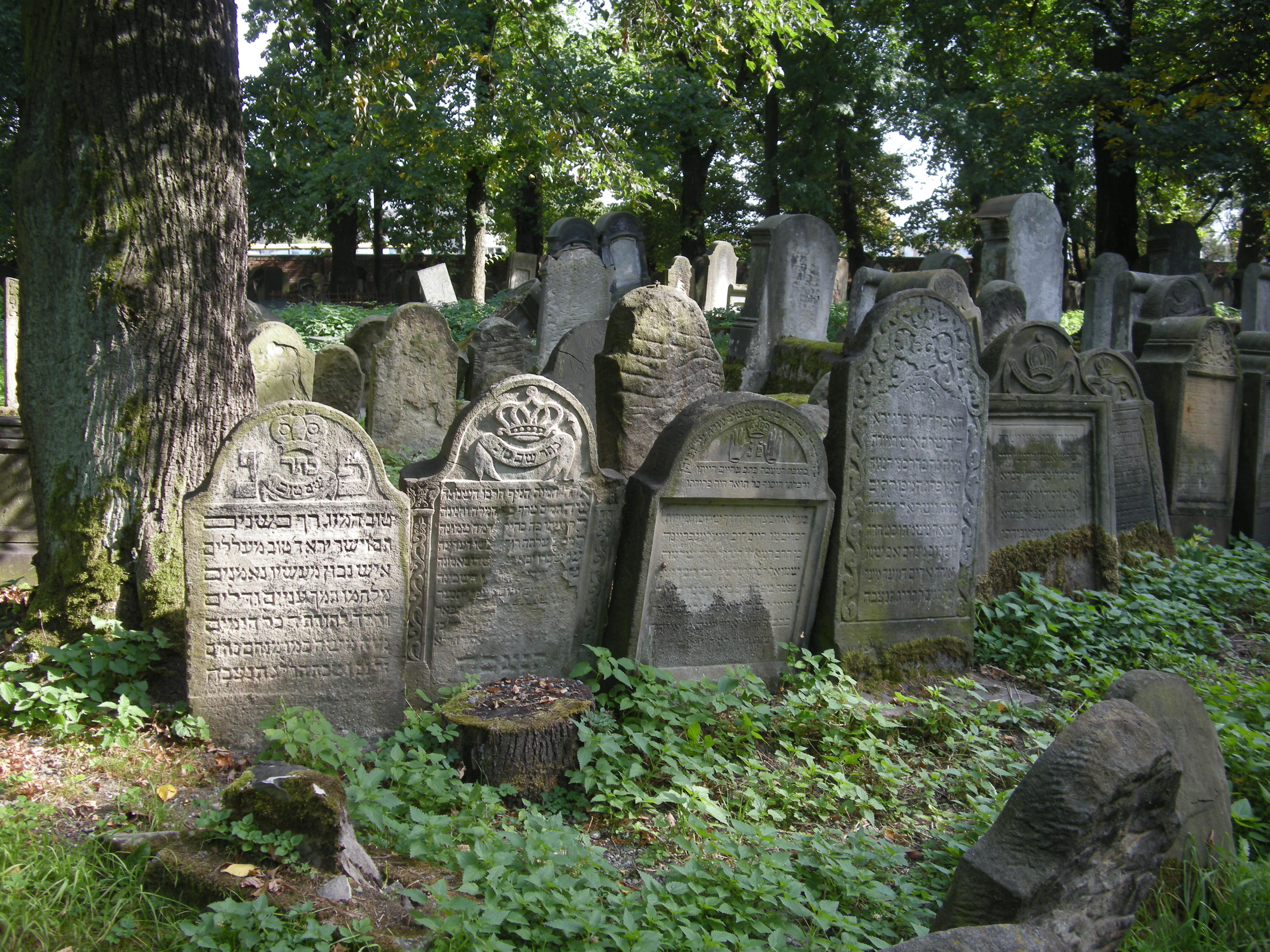
Cmentarz żydowski

W granicach osiedla znajduje się dwa zabytkowe cmentarze:
- Cmentarz Żydowski, najstarsza nekropolia w Tarnowie i jeden z największych cmentarzy żydowskich w Małopolsce. Na cmentarzu znajduje się też groby żołnierzy wyznania Mojżeszowego zmarłych w czasie I wojny światowej  (cmentarz wojenny nr 201). W czasie niemieckiej okupacji cmentarz był miejscem masowych egzekucji Żydów, ofiary Zagłady upamiętnia pomnik w kształcie złamanej kolumny[13].

- Cmentarz wojenny nr 202 z okresu I wojny światowej. Na cmentarzu spoczywa w sumie 1485 żołnierzy z armii austro-węgierskiej, rosyjskiej i niemieckiej. Cmentarz z biegiem czasu uległ zniszczeniu. W 2022 roku planuje przywrócić się go do stanu pierwotnego[14].